# Calbayog
Calbayog is een stad in de Filipijnse provincie Samar op het eiland Samar. Bij de laatste census in 2007 had de stad bijna 164 duizend inwoners.

## Geografie

### Bestuurlijke indeling
Calbayog is onderverdeeld in de volgende 157 barangays:
| - Acedillo - Aguit-itan - Alibaba - Amampacang - Anislag - Awang East - Awang West - Ba-ay - Bagacay - Bagong Lipunan - Baja - Balud - Bante - Bantian - Basud - Bayo - Begaho - Binaliw - Bontay - Buenavista - Bugtong - Cabacungan - Cabatuan - Cabicahan - Cabugawan - Cacaransan - Cag-anahaw - Cag-anibong - Cag-olango - Cagbanayacao - Cagbayang - Cagbilwang - Cagboborac - Caglanipao Sur - Cagmanipes Norte - Cagmanipes Sur - Cagnipa - Cagsalaosao - Cahumpan - Calocnayan - Cangomaod - Canhumadac - Capacuhan - Capoocan - Carayman - Carmen - Catabunan - Caybago - Central - Cogon - Dagum - Danao I - Danao II | - Dawo - De Victoria - Dinabongan - Dinagan - Dinawacan - Esperanza - Gabay - Gadgaran - Gasdo - Geraga-an - Guimbaoyan Norte - Guimbaoyan Sur - Guin-on - Hamorawon - Helino - Hibabngan - Hibatang - Higasaan - Himalandrog - Hugon Rosales - Jacinto - Jimautan - Jose A. Roño - Kalilihan - Kili-kili - La Paz - Langoyon - Lapaan - Libertad - Limarayon - Longsob - Lonoy - Looc - Mabini I - Mabini II - Macatingog - Mag-ubay - Maguino-o - Malaga - Malajog - Malayog - Malopalo - Mancol - Mantaong - Manuel Barral, Sr. - Marcatubig - Matobato - Mawacat - Maybog - Maysalong - Migara - Nabang | - Naga - Naguma - Navarro - Nijaga - Oboob - Obrero - Olera - Oquendo - Osmeña - Pagbalican - Palanas - Palanogan - Panlayahan - Panonongan - Panoypoy - Patong - Payahan - Peña - Pilar - Pinamorotan - Quezon - Rawis - Rizal I - Rizal II - Roxas I - Roxas II - Saljag - Salvacion - San Antonio - San Isidro - San Joaquin - San Jose - San Policarpio - San Rufino - Saputan - Sigo - Sinantan - Sinidman Occidental - Sinidman Oriental - Tabawan - Talahiban - Tanval - Tapa-e - Tarabucan - Tigbe - Tinambacan Norte - Tinambacan Sur - Tinaplacan - Tomaliguez - Trinidad - Victory - Villahermosa |

## Demografie
Calbayog had bij de census van 2007 een inwoneraantal van 163.657 mensen. Dit zijn 16.470 mensen (11,2%) meer dan bij de vorige census van 2000. De gemiddelde jaarlijkse groei komt daarmee uit op 1,47%, hetgeen lager is dan het landelijk jaarlijks gemiddelde over deze periode (2,04%). Vergeleken met de census van 1995 is het aantal mensen met 34.441 (26,7%) toegenomen.

De bevolkingsdichtheid van Calbayog was ten tijde van de laatste census, met 163.657 inwoners op 880,74 km², 185,8 mensen per km².

## Geboren in Calbayog
- Jose Avelino (5 augustus 1890), politicus (overleden 1986);
- Reynaldo Uy (28 oktober 1951), politicus (overleden 2011).

Almagro · Basey · Calbayog · Calbiga · Catbalogan · Daram · Gandara · Hinabangan · Jiabong · Marabut · Matuguinao · Motiong · Pagsanghan · Paranas · Pinabacdao · San Jorge · San Jose De Buan · San Sebastian · Santa Margarita · Santa Rita · Santo Niño · Tagapul-an · Talalora · Tarangnan · Villareal · Zumarraga